# Agência Europeia do Ambiente
A Agência Europeia do Ambiente (AEA) ou EEA (European Environment Agency) é um órgão sob a administração da União Europeia.
A principal função da Agência Europeia do Ambiente é de carácter informativo. Fornece informação actualizada e fidedigna em matéria ambiental. O seu conhecimento é baseado em informações fornecidas por outras organizações com as quais colabora coordenando as suas funções a nível europeu. Os dados de qualidade que reúne, provenientes de países individuais e da sua rede institucional, são depois compilados e colocados à disposição dos utilizadores em diferentes formatos.
Desta forma, auxilia a União Europeia e os seus países membros no momento de tomada de decisões directamente relacionadas com o ambiente. É também uma preciosa ferramenta para os responsáveis pela formulação e implementação da legislação ambiental a nível europeu e nacional, assim como para o público em geral.
A sua sede localiza-se em Copenhaga, na Dinamarca.